# Relations entre la Finlande et l'OTAN
Les relations entre la Finlande et l'OTAN sont des relations militaires existant depuis 1994 entre la Finlande et l'Organisation du traité de l'Atlantique nord (OTAN).
La Finlande, pays membre de l'Union européenne depuis 1995, faisait partie depuis les années 1950 des six pays de l'UE non membres de l'OTAN car elle se considérait comme neutre. 
Depuis 1994, la Finlande entretient des relations officielles avec l'OTAN et rejoint le programme du Partenariat pour la paix. À la suite de l'invasion de l'Ukraine par la Russie en 2022, la Finlande et la Suède craignent pour leur sécurité et demandent une intégration à l'organisation le 18 mai 2022. La Finlande a rejoint l’OTAN le 04 avril 2023.
Après avoir retardé le processus d'adhésion accéléré de la Finlande en mai 2022, la Turquie débloque le processus un mois plus tard par la signature d'un mémorandum tripartite entre l'OTAN, la Turquie et la Finlande. La Turquie bloque cependant la ratification du processus d'adhésion pendant plusieurs mois, exigeant une pleine coopération de la part des autorités finlandaises. La Hongrie retarde ensuite à plusieurs reprises la ratification du processus d'adhésion. 

## Débat d'adhésion

### Après la Seconde Guerre mondiale et guerre froide
En 1948, peu après la Seconde Guerre mondiale, la Finlande signe un traité d'amitié avec Moscou et accepte de rester en dehors de la coopération militaire occidentale.

### Depuis la fin de la guerre froide
Depuis les années 1990, la position de plusieurs gouvernements finlandais était que l'adhésion n'était pas nécessaire et que son indépendance militaire était préférable. Cependant, une adhésion à une alliance militaire (dont l'Organisation du traité de l'Atlantique nord (OTAN)) demeure tout de même une option au cas où les conditions changent : des obstacles à une possible adhésion à l'OTAN ont donc été supprimées durant ces années.
Lors de l'élection présidentielle finlandaise de 2006, la possible adhésion de la Finlande à l'OTAN est largement débattue. En 2007, le ministre finlandais de la Défense Jyri Häkämies effectue divers préparatifs pour une possible adhésion mais l'intérêt de la population sur la question a diminué au cours des années suivantes.
La Finlande ne fait pas partie de l'OTAN, mais a des relations avec cette organisation militaire depuis 1994, depuis leur adhésion au programme du Partenariat pour la paix et avec plusieurs pays européens à la suite de leur adhésion à l'Union européenne en 1995. Elle participe à plusieurs missions en collaboration avec l'OTAN, notamment au Kosovo, en Irak et en Afghanistan,.

### Guerre russo-ukrainienne

#### Avant l'invasion russe de l'Ukraine en 2022
Ce n'est qu'en septembre 2014 que la Finlande, conjointement à la Suède, signe l'Accord de nation hôte avec l'OTAN, permettant à l'organisation militaire d'organiser des exercices militaires conjoints sur son territoire ainsi qu'une assistance militaire pour la nation finlandaise en cas de menace.
Avant l'invasion de l'Ukraine par la Russie en 2022, la plupart des partis finlandais étaient neutres ou opposés à une intégration de la Finlande à l'OTAN. Deux anciens présidents du Parti social-démocrate de Finlande, Tarja Halonen et Mauno Koivisto, ont également exprimé leur opposition à l'adhésion de leur pays à l'organisation militaire, expliquant que cela détériorerait les relations avec la Russie. L'alliance de gauche était d'ailleurs le parti désapprouvant le plus une intégration à l'alliance occidentale mais la position du parti change à la suite de l'invasion de l'Ukraine par la Russie en 2022.
Seuls le Parti populaire suédois de Finlande et le Parti de la coalition nationale sont favorables à une adhésion de leur pays à l'organisation. Plusieurs politiciens dont le président Sauli Niinistö, l'ancien président Martti Ahtisaari et l'ancien premier ministre Alexander Stubb étaient également favorables à l'adhésion du pays nordique.
Après le début de l'invasion russe en 2022 et le changement d'opinion de la majorité du peuple finlandais, le Parti finlandais et le Parti du centre changent leur position pour soutenir une adhésion à l'OTAN,.
En janvier 2022, malgré les demandes du président russe Vladimir Poutine, le président finlandais Sauli Niinistö ainsi que la première ministre finlandaise Sanna Marin expriment leur liberté d'adhérer ou non à l'OTAN, lors de la crise diplomatique russo-ukrainienne de 2021-2022,.

#### Après l'invasion russe de l'Ukraine en 2022
Pour un article plus général, voir Réactions à l'invasion russe de l'Ukraine en 2022.
Le 25 février 2022, jour suivant le début de l'invasion de l'Ukraine par la Russie en 2022, le ministère russe des Affaires étrangères menace la Suède et la Finlande de conséquences militaires et politiques si elles tentaient d'intégrer l'OTAN. À la suite d'une réunion se déroulant le 1er mars 2022, la Première ministre Sanna Marin déclare qu'aucune décision n'a été prise sur le fait de postuler ou non pour devenir membre à part entière de l'OTAN, tout en affirmant qu'« une question aussi importante doit être traitée de manière approfondie ». Début de l'année 2022, seuls 25 % des Finlandais était pour une intégration de la Finlande à l'OTAN mais ce pourcentage est passé entre 75 % et 80 % à la suite de l'invasion de l'Ukraine par la Russie le 24 février 2022[réf. nécessaire].
Ce n'est que le 18 mai 2022 que la Finlande ainsi que la Suède envoient leurs candidatures communes pour une intégration à l'OTAN. Le Premier ministre finlandais pense que le processus pourrait ne durer que quelques semaines. Cependant, la Turquie refuse l'adhésion des deux pays nordiques, leur reprochant de ne pas approuver les demandes d'extradition de personnes jugées comme faisant partie de groupes terroristes, et a changé ses positions après un peu plus d'un mois,.
Le 14 février 2023, Iltalehti annonce que le gouvernement suédois accepte que les demandes des deux pays scandinaves soient séparées afin que la Finlande puisse, si possible, rentrer plus tôt dans l'OTAN. Peu après la ratification de la Hongrie, la Turquie est la dernière à avoir accepté l'adhésion du pays nordique,. C'est donc à la date du 30 mars 2023 que les 30 pays membres de l'alliance ratifient l'adhésion de la Finlande à l'OTAN.

## Demande d'adhésion à l'OTAN

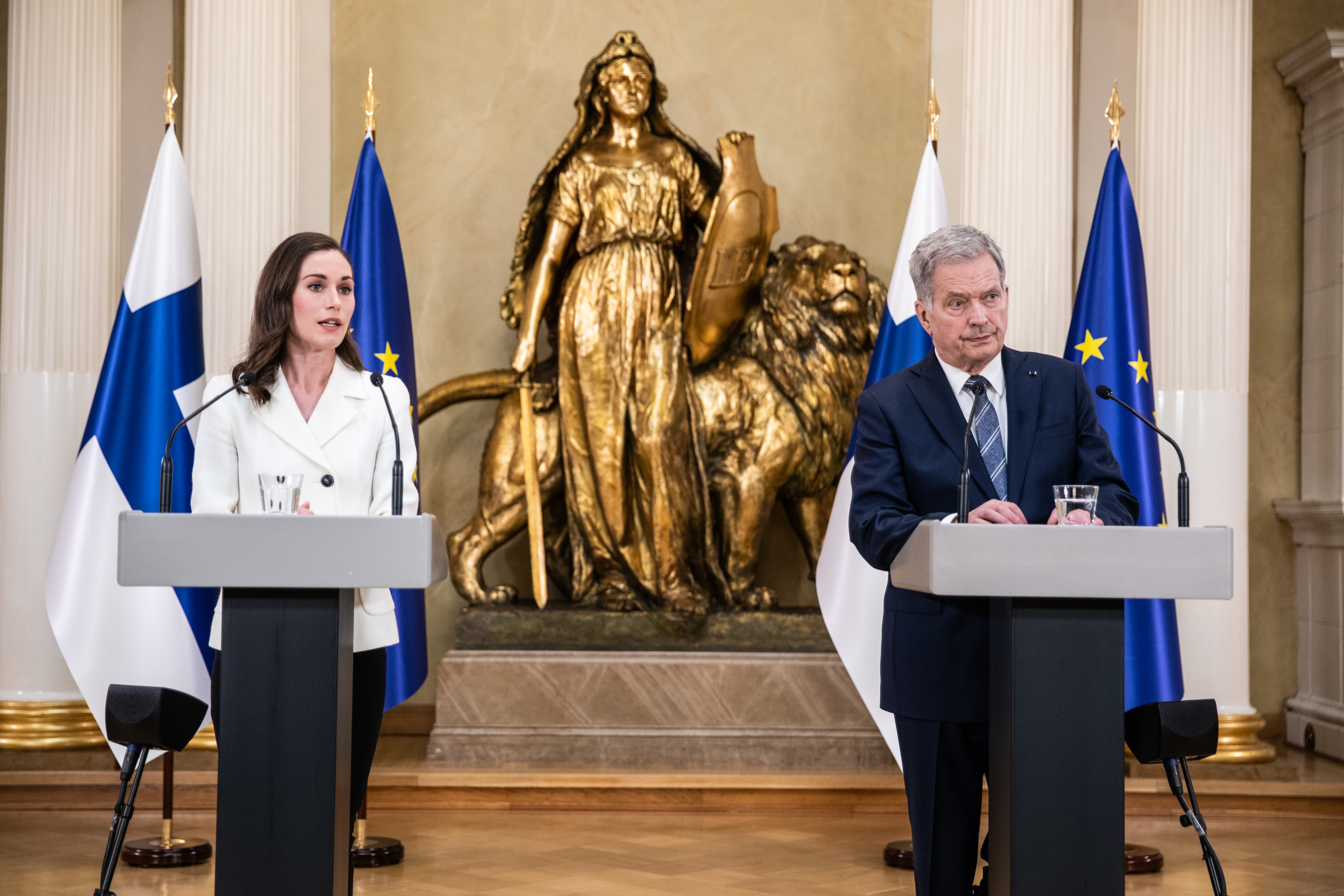
Le président Sauli Niinistö et la première ministre finlandaise Sanna Marin annonçant le 15 mai 2022 la décision d'envoyer une demande d’adhésion à l'OTAN.

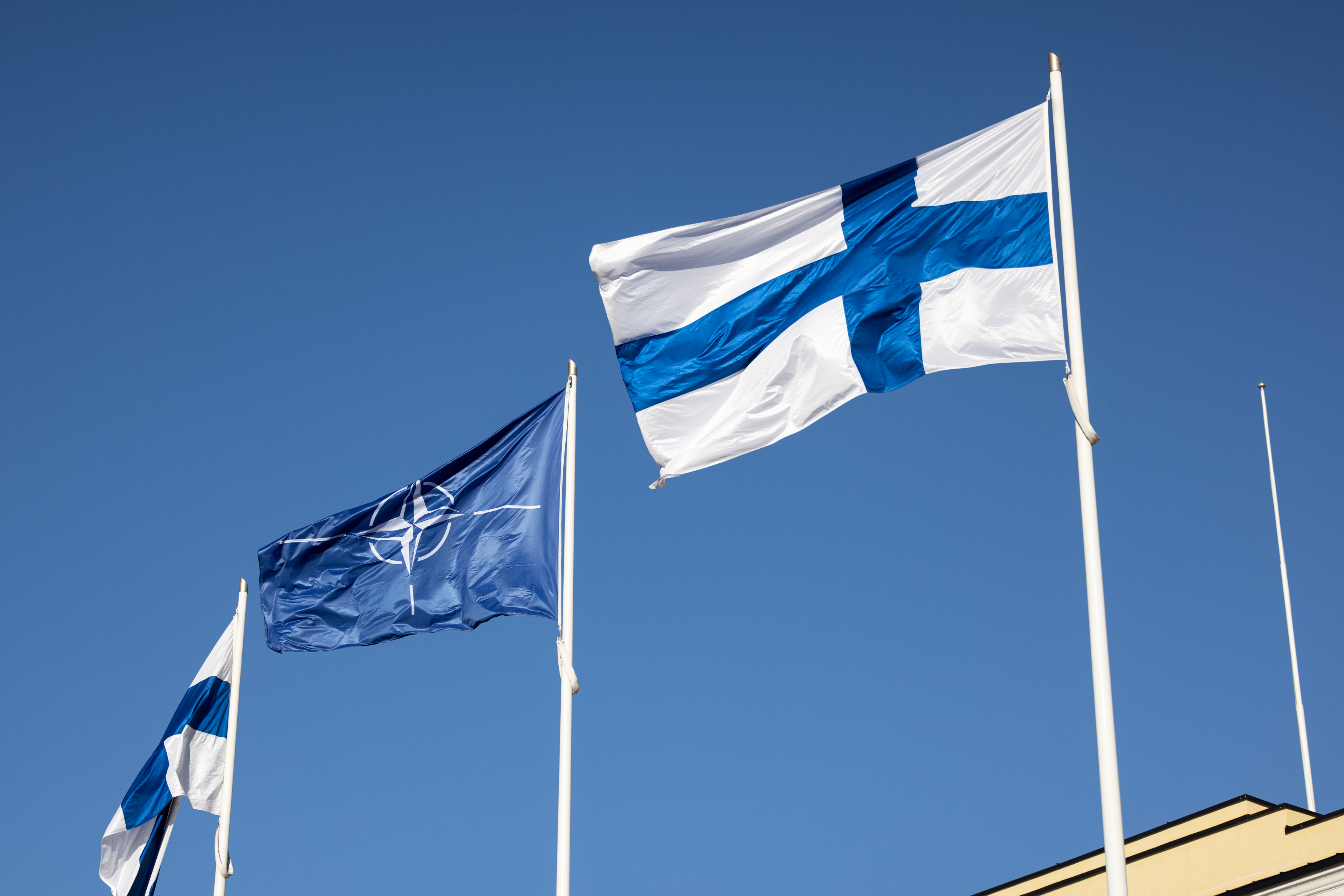
Drapeaux de la Finlande et de l'OTAN hissés le 4 avril 2023 devant le ministère des affaires étrangères à la Caserne maritime.

Le 15 mai 2022, la Finlande annonce officiellement que le pays enverra une demande afin d'adhérer à l'OTAN, demande qui est finalement envoyée le 18 mai 2022.
Le 1er mars 2023, le parlement de Finlande approuve par vote une loi autorisant en avance l’entrée du pays dans l’OTAN par 184 voix pour et 7 contre. L'ensemble des directions des partis représentés est pour l'adhésion, un indépendant d’extrême droite et 6 députés de l'alliance de gauche on voté contre, un député s'est abstenu,.

### Positions de l'OTAN

#### Positions favorables
Début avril 2022, le Secrétaire général de l'Organisation du traité de l'Atlantique nord, Jens Stoltenberg, annonce que la Finlande serait accueillie chaleureusement au sein de l'organisation et que le processus d'adhésion se déroulerait sans heurts.
À la suite des demandes d'adhésion de la Suède et de la Finlande, Joe Biden, président des États-Unis, montre fermement son soutien à leur intégration et annonce également travailler avec ces deux pays pour veiller à leur sécurité commune. Quant à la France, elle affirme qu'elle se tiendrait « aux côtés de la Finlande et de la Suède » en cas d'agression. Le gouvernement du Royaume-Uni montre également son intérêt à ce que les deux pays les rejoignent.

#### Positions défavorables
Dès le début, la Turquie s'est montrée défavorable à l'adhésion de la Suède et la Finlande dans l'OTAN, leur reprochant d'être des sanctuaires pour les terroristes du Parti des travailleurs du Kurdistan (PKK), Parti de l'union démocratique (PYD), Unités de protection du peuple (YPG) et mouvement Gülen,. 
Après quelques discussions entre Recep Tayyip Erdoğan et le président finlandais, les problèmes semblent se régler par la voie diplomatique entre les deux pays. Le 28 juin 2022, après plusieurs semaines de pourparlers entre les trois pays, le président turc annonce avoir levé le blocage à la candidature de la Suède et de la Finlande qui ont coopéré pleinement avec la Turquie,. Cependant, les deux pays d'Europe du Nord ne sont pas à l'abri d'un retournement de situation malgré les efforts fournis : malgré la levée de restrictions et l'évaluation de l'extradition (dont six ont été refusées en Finlande), la Turquie menace en effet les deux pays d'un veto.
Le 17 mars 2023, le président finlandais Sauli Niinistö se rend à Ankara où il rencontre son homologue turc Recep Tayyip Erdoğan, qui lui annonce son feu vert pour une adhésion de la Finlande à l'OTAN. Le 1er avril 2023 la Turquie approuve officiellement l'adhésion de la Finlande dans l'OTAN.

### Position russe
À la suite de l'invasion russe en Ukraine en 2022, les positions finlandaises pour une adhésion à l'OTAN changent radicalement. Maria Zakharova et Dmitri Medvedev avertissent que l'adhésion de leur voisin à l'OTAN aurait des répercussions sur la Finlande et que des armes nucléaires seraient déployées près des pays scandinaves et baltes. À la suite de la demande finlandaise d'intégrer l'Organisation militaire occidentale, la Russie arrête les livraisons d'électricité et de gaz au pays,.

### Ratification
| Signataire        | Date              | Institution                | Pour | Contre | AB  | Déposition        | Ref.   |
| ----------------- | ----------------- | -------------------------- | ---- | ------ | --- | ----------------- | ------ |
| Albanie           | 7 juillet 2022    | Parlement                  | 114  | 0      | 0   | 11 août 2022      |        |
| Albanie           | 10 juillet 2022   | Consentement présidentiel  | Oui  | Oui    | Oui | 11 août 2022      |        |
| Allemagne         | 8 juillet 2022    | Bundestag                  | Oui  | Oui    | Oui | 20 juillet 2022   |        |
| Allemagne         | 8 juillet 2022    | Bundesrat                  | Oui  | Oui    | Oui | 20 juillet 2022   |        |
| Allemagne         | 11 juillet 2022   | Consentement présidentiel  | Oui  | Oui    | Oui | 20 juillet 2022   |        |
| Belgique          | 20 juillet 2022   | Chambre des représentants  | 121  | 11     | 0   | 11 août 2022      |        |
| Belgique          | 21 juillet 2022   | Consentement royal         | Oui  | Oui    | Oui | 11 août 2022      |        |
| Bulgarie          | 13 juillet 2022   | Assemblée nationale        | 195  | 11     | 0   | 9 août 2022       |        |
| Bulgarie          | 18 juillet 2022   | Consentement présidentiel  | Oui  | Oui    | Oui | 9 août 2022       |        |
| Canada            | 5 juillet 2022    | Gouvernement               | Oui  | Oui    | Oui | 5 juillet 2022    | [ 39 ] |
| Croatie           | 15 juillet 2022   | Sabor                      | 124  | 3      | 0   | 25 août 2022      |        |
| Croatie           | 19 juillet 2022   | Consentement présidentiel  | Oui  | Oui    | Oui | 25 août 2022      |        |
| Danemark          | 7 juin 2022       | Folketing                  | 95   | 0      | 0   | 5 juillet 2022    |        |
| Espagne           | 15 septembre 2022 | Congrès des députés        | 290  | 11     | 47  | 6 octobre 2022    |        |
| Espagne           | 21 septembre 2022 | Sénat                      | 245  | 1      | 17  | 6 octobre 2022    |        |
| Espagne           | 27 septembre 2022 | Consentement royal         | Oui  | Oui    | Oui | 6 octobre 2022    |        |
| Estonie           | 6 juillet 2022    | Riigikogu                  | 79   | 0      | 3   | 22 juillet 2022   |        |
| Estonie           | 6 juillet 2022    | Consentement présidentiel  | Oui  | Oui    | Oui | 22 juillet 2022   |        |
| États-Unis        | 3 août 2022       | Sénat                      | 95   | 1      | 1   | 18 août 2022      |        |
| États-Unis        | 9 août 2022       | Consentement présidentiel  | Oui  | Oui    | Oui | 18 août 2022      |        |
| France            | 21 juillet 2022   | Sénat                      | 323  | 17     | 8   | 16 août 2022      | [ 40 ] |
| France            | 2 août 2022       | Assemblée nationale        | 209  | 46     | 53  | 16 août 2022      | [ 41 ] |
| France            | 14 août 2022      | Consentement présidentiel  | Oui  | Oui    | Oui | 16 août 2022      | [ 42 ] |
| Grèce             | 15 septembre 2022 | Parlement hellénique       | Oui  | Oui    | Oui | 14 octobre 2022   |        |
| Grèce             | 15 septembre 2022 | Consentement présidentiel  | Oui  | Oui    | Oui | 14 octobre 2022   |        |
| Hongrie           | 27 mars 2023      | Assemblée nationale        | 182  | 6      | 0   | 31 mars 2023      |        |
| Hongrie           | 28 mars 2023      | Consentement présidentiel  | Oui  | Oui    | Oui | 31 mars 2023      |        |
| Islande           | 7 juin 2022       | Althing                    | 44   | 0      | 5   | 6 juillet 2022    |        |
| Islande           | 5 juillet 2022    | Consentement présidentiel  | Oui  | Oui    | Oui | 6 juillet 2022    |        |
| Italie            | 2 août 2022       | Chambre des députés        | 398  | 20     | 9   | 17 août 2022      |        |
| Italie            | 3 août 2022       | Sénat                      | 202  | 13     | 2   | 17 août 2022      |        |
| Italie            | 5 août 2022       | Consentement présidentiel  | Oui  | Oui    | Oui | 17 août 2022      |        |
| Lettonie          | 14 juillet 2022   | Saeima                     | 77   | 0      | 0   | 22 juillet 2022   |        |
| Lettonie          | 15 juillet 2022   | Consentement présidentiel  | Oui  | Oui    | Oui | 22 juillet 2022   |        |
| Lituanie          | 20 juillet 2022   | Seimas                     | 113  | 0      | 0   | 4 août 2022       |        |
| Lituanie          | 20 juillet 2022   | Consentement présidentiel  | Oui  | Oui    | Oui | 4 août 2022       |        |
| Luxembourg        | 12 juillet 2022   | Chambre des députés        | 58   | 0      | 2   | 9 août 2022       |        |
| Luxembourg        | 22 juillet 2022   | Promulgation grand-ducale  | Oui  | Oui    | Oui | 9 août 2022       |        |
| Macédoine du Nord | 27 juillet 2022   | Assemblée                  | 103  | 2      | 0   | 22 août 2022      |        |
| Macédoine du Nord | 27 juillet 2022   | Consentement présidentiel  | Oui  | Oui    | Oui | 22 août 2022      |        |
| Monténégro        | 28 juillet 2022   | Skupština                  | 57   | 2      | 11  | 13 septembre 2022 |        |
| Monténégro        | 1er août 2022     | Consentement présidentiel  | Oui  | Oui    | Oui | 13 septembre 2022 |        |
| Norvège           | 16 juin 2022      | Storting                   | 98   | 4      | 0   | 7 juillet 2022    |        |
| Norvège           | 22 juin 2022      | Consentement royal         | Oui  | Oui    | Oui | 7 juillet 2022    |        |
| Pays-Bas          | 12 juillet 2022   | Première Chambre           | 71   | 1      | 0   | 20 juillet 2022   |        |
| Pays-Bas          | 7 juillet 2022    | Seconde Chambre            | 142  | 8      | 0   | 20 juillet 2022   |        |
| Pays-Bas          | 13 juillet 2022   | Consentement royal         | Oui  | Oui    | Oui | 20 juillet 2022   |        |
| Pologne           | 7 juillet 2022    | Sejm                       | 440  | 1      | 1   | 3 août 2022       |        |
| Pologne           | 20 juillet 2022   | Sénat                      | 98   | 0      | 0   | 3 août 2022       |        |
| Pologne           | 22 juillet 2022   | Consentement présidentiel  | Oui  | Oui    | Oui | 3 août 2022       |        |
| Portugal          | 16 septembre 2022 | Assemblée de la République | 219  | 11     | 0   | 11 octobre 2022   |        |
| Portugal          | 19 septembre 2022 | Consentement présidentiel  | Oui  | Oui    | Oui | 11 octobre 2022   |        |
| Roumanie          | 20 juillet 2022   | Chambre des députés        | 227  | 0      | 3   | 22 août 2022      |        |
| Roumanie          | 20 juillet 2022   | Sénat                      | 94   | 0      | 0   | 22 août 2022      |        |
| Roumanie          | 22 juillet 2022   | Consentement présidentiel  | Oui  | Oui    | Oui | 22 août 2022      |        |
| Royaume-Uni       | 5 juillet 2022    | Gouvernement               | Oui  | Oui    | Oui | 8 juillet 2022    |        |
| Slovaquie         | 27 septembre 2022 | Conseil national           | 126  | 15     | 1   | 4 octobre 2022    |        |
| Slovaquie         | 28 septembre 2022 | Consentement présidentiel  | Oui  | Oui    | Oui | 4 octobre 2022    |        |
| Slovénie          | 14 juillet 2022   | Assemblée nationale        | 76   | 5      | 0   | 24 août 2022      |        |
| Slovénie          | 22 juillet 2022   | Consentement présidentiel  | Oui  | Oui    | Oui | 24 août 2022      |        |
| Tchéquie          | 27 août 2022      | Chambre des députés        | 134  | 4      | 14  | 19 septembre 2022 |        |
| Tchéquie          | 10 août 2022      | Sénat                      | 64   | 0      | 1   | 19 septembre 2022 |        |
| Tchéquie          | 31 août 2022      | Consentement présidentiel  | Oui  | Oui    | Oui | 19 septembre 2022 |        |
| Turquie           | 30 mars 2023      | Grande Assemblée nationale | 276  | 0      | 0   | 4 avril 2023      |        |
| Turquie           | 31 mars 2023      | Consentement présidentiel  | Oui  | Oui    | Oui | 4 avril 2023      |        |

## Adhésion à l'OTAN
Le 17 mars 2023, à la suite d'une réunion entre le président finlandais Sauli Niinistö et le président turc Recep Tayyip Erdoğan à Ankara, la Turquie donne son accord à l'adhésion finlandaise à l'OTAN. Le Parlement hongrois ratifie le processus d'adhésion le 27 mars 2023, suivi de l'assentiment du Parlement turc le 30 mars. La Finlande rejoint finalement l'OTAN le 4 avril 2023.
À la suite de la ratification de la Finlande, l'ambassade russe située à Stockholm annonce que de plus en plus de Suédois sont contre l'intégration de leur pays à l'OTAN et que des représailles militaires auraient potentiellement lieu si les deux pays scandinaves l'intégraient,. À la suite des propos de l'ambassadeur russe, ce dernier est convoqué par le ministère des affaires étrangères suédois en affirmant qu'il était à même de décider « de sa politique de sécurité nationale ».

## Les relations de la Finlande avec les pays de l'OTAN
- Albanie
- Allemagne
- Bulgarie
- Canada
- Croatie
- Danemark
- Espagne
- Estonie
- États-Unis
- France
- Grèce
- Hongrie
- Islande
- Italie
- Lettonie
- Lituanie
- Luxembourg
- Macédoine du Nord
- Monténégro
- Norvège
- Pays-Bas
- Pologne
- Portugal
- Roumanie
- Royaume-Uni
- Slovaquie
- Slovénie
- Tchéquie
- Turquie